# Camille de Sainte-Croix
Camille de Sainte-Croix (1859-1915) est un homme de lettres et journaliste français.

## Biographie
Licencié en droit, Camille de Sainte-Croix entre comme fonctionnaire rédacteur d'abord au ministère de l'Intérieur puis à la division de la comptabilité du ministère de l'Instruction publique.

### Le journaliste et romancier
Dès 1877, Camille de Sainte-Croix devient chroniqueur pour le quotidien mondain Le Gaulois puis l'année suivante rejoint le cercle des Hydropathes fondé par Émile Goudeau. Il se lie d'amitié avec le poète Germain Nouveau, qui lui dédiera le sonnet intitulé « Musulmanes ».
Durant cinq ans, il fréquente de nombreux salons littéraires dont celui de Nina de Villard et rejoint le nouveau cercle des poètes Zutistes de Charles Cros tout en devenant un habitué du cabaret Le Chat noir et de la revue du même nom, fondés par Rodolphe Salis. En 1885, il publie son premier ouvrage, un roman semi-autobiographique intitulé La Mauvaise aventure, publie dans Le Symboliste, la revue de Gustave Kahn, puis devient rédacteur en chef de la feuille satirique Le Mirliton fondée par Aristide Bruant et ses amis du Chat noir.
Il affirme peu à peu son attachement à la cause socialiste, et entre comme chroniqueur littéraire au quotidien La Bataille refondé en 1888 par l'ancien communard Prosper-Olivier Lissagaray. Son anti-boulangisme s'y exprime avec virulence, non sans scandale. Il est alors révoqué de la fonction publique.
Dès lors, Sainte-Croix va multiplier ses collaborations à des périodiques. On trouve sa signature dans La Revue d'aujourd'hui fondée par Tola Dorian, L’Écho de Paris, L’Éclair, etc., où il publie quelques-uns de ses romans en feuilleton. En décembre 1892, il prend la direction du quotidien La Révolution qui disparaît quatre mois plus tard, après avoir dénoncé les liens de corruption dans l'affaire du canal de Panama.
Sainte-Croix entre ensuite au Journal dirigé par Fernand Xau où il publie chroniques et contes, remarqués par Stéphane Mallarmé. Pendant dix ans, il collabore successivement à La Volonté, La Petite République, La Revue impressionniste, au Mercure de France, à La Revue blanche et à la Revue théâtrale.
En novembre 1901, il fonde, grâce à Samuel-Sigismond Schwarz, le journal satirique Le Pied de nez illustré principalement par Adolphe Willette, après avoir collaboré à L'Assiette au beurre où il avait dirigé le supplément intitulé « Tartines ». On trouve également sa signature dans Gil Blas, Le Petit Journal, Art et Travail, La France et L'Hexagramme. En 1910, son ami Gérault-Richard le fait entrer à Messidor devenu Paris-Journal et l'année suivante il fait partie de La Plume qui avait été refondée par Karl Boès puis par René Le Gentil.
Il meurt à son domicile rue du Dragon le 29 septembre 1915.

### Le dramaturge
Depuis l'adolescence, Saint-Croix était très attiré par le monde du théâtre. Il mène donc une activité parallèle en ce sens ; outre de chroniqueur théâtral, il fonde et dirige la Compagnie française du Théâtre-Shakespeare -1909-1912, dont le répertoire reprend l'ensemble des œuvres du dramaturge anglais ; Sainte-Croix revisite même la traduction de certaines tragédies et comédies, qu'il donne dans leur intégralité. En 1896, il coécrit avec Émile Bergerat Manon Roland, qui fut joué à la Comédie française, puis en décembre 1898, avec le même Bergerat, il cosigne le livret de l'opéra intitulé La Burgonde sur une musique de Paul Vidal. En novembre 1904, son drame en vers Armide et Gildis est donné au théâtre de l'Odéon. Enfin, en février 1914, sa comédie L'Amour à Bergame est jouée à la Comédie-Royale.
Vers 1905, il eut aussi un projet de théâtre populaire, dans le prolongement de son programme d'universités ouvertes à tous qu'il avait tenté d'initier vingt ans plus tôt.

## Principales publications
- La Mauvaise Aventure, histoire romanesque, Paris, E. Giraud et Cie, 1885 - sur Gallica.
- Contempler, roman, Paris, Albert Savine, 1887.
- Mœurs littéraires. Les lundis de "La Bataille" (1890-91), Paris, A. Savine, 1891.
- Cent contes secs, dits par Coquelin Cadet, Paris, Paul Ollendorff, 1894.
- Pantalonie, Paris, Éditions de la Revue blanche, 1900.
- Histoire d'alcôve, roman passionnel orné de nombreuses illustrations photographiques d'après Nature, coll. « Orchidée », Paris, Offenstadt frères, 1901.
- Armide et Gildis : drame en vers, en cinq actes et six tableaux, Paris, Librairie générale, 1904.
- « Édouard Manet », in Portraits d'hier no 19, Paris, H. Fabre, 15 décembre 1909.